# Igrejas Reformadas Neerlandesas
As Igrejas Reformadas Neerlandesas (IRN), em holandês Nederlandse Gereformeerde Kerken, formam uma denominação cristã reformada nos Países Baixos. A denominação foi constituída em 1 de maio de 2023, pela fusão das Igrejas Reformadas Libertadas e Igrejas Reformadas Neerlandesas (1967-2023) (Nederlands Gereformeerde Kerken).

## História

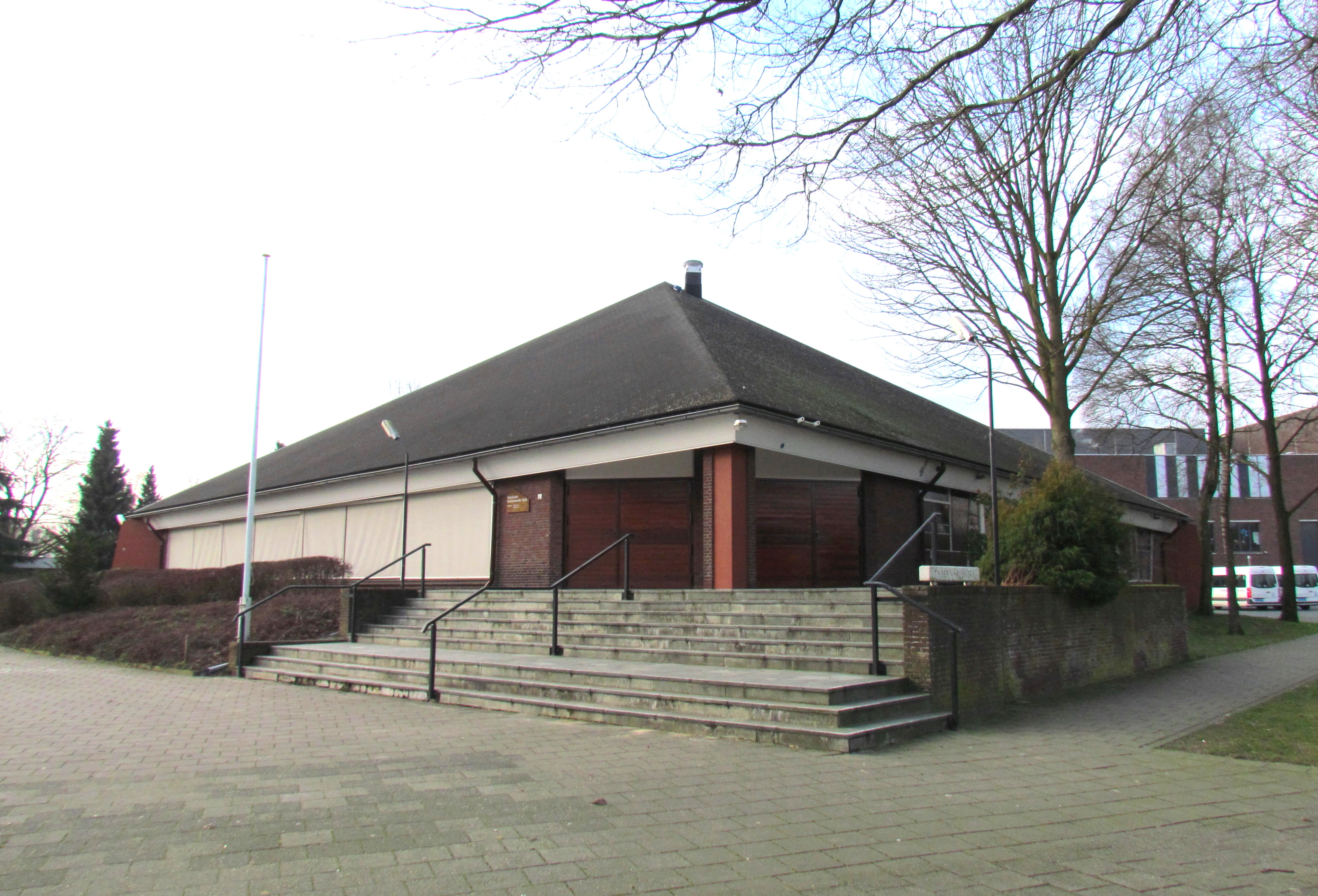
Igreja Reformadas Neerlandesa em Apeldoorn.

No início do século XX, surgiram discordâncias dentro das Igrejas Reformadas na Holanda sobre a visão da Teologia da Aliança de Abraham Kuyper, de forma que vários pastores discordavam da mesma. 
Esta disputa veio à tona durante a Segunda Guerra Mundial, quando o Sínodo Geral decidiu em favor da visão de Kuyper que, essencialmente, questionava a inclusão dos filhos dos crentes no Pacto. Muitos teólogos e pastores não concordaram com esta decisão, alegando que ela contrariava os fatos simples das Escrituras, e tentaram recorrer da decisão.
O Sínodo Geral reforçou esta visão estritamente, exigindo, entre outros, que os novos licenciados (recém-formados do Seminário Teológico) que procurassem subscrever o ponto de vista Kuyperiano. Os manifestantes também alegaram que o Sínodo Geral estava abusando de sua autoridade funcional, permanecendo por mais tempo do que os três anos permitidos pela legislação da Ordem Igreja. 
Em 1944 muitos pastores e teólogos que se opunham a visão de Abraham Kuyper foram excomungados pelo Sínodo Geral. Assim sendo, um grande número de congregações locais separaram-se das Igrejas Reformadas na Holanda, lideradas pelo Prof. Dr. Klaas Schilder entre outros, para formar sua própria denominação, as Igrejas Reformadas (Liberadas). Este evento foi chamado de Libertação (Vrijmaking). Desde então não houve tentativas sérias de reconciliação por nenhum dos dois lados.
Em 1967 uma nova controvérsia surgiu acerca da exclusividade das Igrejas Reformadas Liberadas (IRL), como igreja cristã verdadeira na Holanda. A denominação decidiu que as IRL eram as únicas igrejas cristãs verdadeiras no país, razão pela qual muitos membros deixaram a denominação. 
No mesmo ano, estes membros constituíram as Igrejas Reformadas Neerlandesas (IRN) (Nederlands Gereformeerde Kerken).
Nas décadas seguintes, todavia, as IRL mudam seu posicionamento, passando a reconhecer a existência de outras igrejas verdadeiramente cristãs nos Países Baixos. Isso levou a reaproximação entre as IRL e as IRN. Em 2017, as duas denominação começaram a negociar uma fusão. Em 2021, foi decidido por ambas as igrejas que a fusão ocorreria em 1 de março de 2023. Todavia, em 2022, a fusão foi adiada em dois meses.
Em 1 de maio de 2023, um sínodo conjunto reuniu os membros da IRN e IRL, que foram formalmente fundidas para formar uma nova denominação chamada Igrejas Reformadas Neerlandesas (Nederlandse Gereformeerde Kerken).

## Doutrina
A denominação subscreve o Credo dos Apóstolos, o Credo Niceno-Constantinopolitano, o Credo de Atanásio, a Confissão Belga, os Cânones de Dort e o Catecismo de Heidelberg. Além disso, permite a ordenação de mulheres e a pedocomunhão.
Em, 2025, a denominação passou a permitir que homossexuais, em um relacionamento amoroso, sejam membros, participem da Ceia do Senhor e exerçam todas as funções dentro da denominações. No mesmo Sínodo, foi decidido que pessoas homossexuais, ainda que em relacionamento amoroso, podem ser ordenadas em todos os ofícios da denominação. Todavia, algumas igrejas locais se recusaram a cumprir a decisão, alegando que pessoas em relacionamento com alguém do mesmo sexo não são aptos para a ordenação.

## Estatísticas
Em 2023, na publicação do seu primeiro anuário, a denominação afirmou ser formada por 146.568 membros, em cerca de 320 igrejas.
Em 2024, o segundo anuário da denominação informou que o número de membros havia caído para 133.708.
Em 2025, foram estimados 130.842 membros, em 318 igrejas.